# Gran Premio motociclistico di Finlandia 1974
Il Gran Premio motociclistico di Finlandia fu il nono appuntamento del motomondiale 1974.
Si svolse il 28 luglio 1974 a Imatra, e corsero le classi 50, 250, 350 e 500.
Assente Giacomo Agostini infortunato, la 500 fu vinta da Phil Read, che si confermò Campione del Mondo della categoria.
In 350 una caduta causata da Kent Andersson coinvolse Teuvo Länsivuori, costretto al ritiro; la vittoria andò all'australiano John Dodds.
Doppietta Harley-Davidson in 250, con Walter Villa davanti a Michel Rougerie.
In 50 Juliaan Vanzeebroeck divenne il primo pilota belga a vincere un GP.

## Classe 500

### Arrivati al traguardo
| Pos. | Pilota            | Moto      | Tempo     | Punti |
| ---- | ----------------- | --------- | --------- | ----- |
| 1    | Phil Read         | MV Agusta | 46' 45"   | 15    |
| 2    | Gianfranco Bonera | MV Agusta | +0" 2     | 12    |
| 3    | Teuvo Länsivuori  | Yamaha    | +1" 9     | 10    |
| 4    | Jack Findlay      | Suzuki    | +1' 17" 3 | 8     |
| 5    | Pentti Korhonen   | Yamaha    | +1' 44" 5 | 6     |
| 6    | John Williams     | Yamaha    | +1' 54" 4 | 5     |
| 7    | Christian Léon    | Kawasaki  | +2' 10" 9 | 4     |
| 8    | Werner Giger      | Yamaha    | +2' 12" 1 | 3     |
| 9    | Philippe Coulon   | Yamaha    | +2' 12" 3 | 2     |
| 10   | Karl Auer         | Yamaha    | +1 giro   | 1     |
| 11   | Tom Herron        | Yamaha    | +1 giro   |       |
| 12   | Bosse Granath     | Husqvarna | +1 giro   |       |
| 13   | Johnny Bengtsson  | Yamaha    | +2 giri   |       |
| 14   | Neil Tuxworth     | Yamaha    | +2 giri   |       |
| 15   | Pentti Lehtelä    | Kawasaki  | +2 giri   |       |
| 16   | Hannu Kuparinen   | Kawasaki  | +2 giri   |       |
| 17   | Derek Lee         | Suzuki    | +2 giri   |       |
| 18   | Tapani Peltonen   | Kawasaki  | +2 giri   |       |

### Ritirati
| Pilota             | Moto          | Motivo ritiro |
| ------------------ | ------------- | ------------- |
| Harry Nieminen     | Yamaha        |               |
| Billie Nelson      | Yamaha        |               |
| Charlie Williams   | Maxton-Yamaha |               |
| Matti Salonen      | Yamaha        |               |
| René Guili         | Yamaha        |               |
| François Hollebecq | Yamaha        |               |
| Louis With         | Kawasaki      |               |
| Alex George        | Yamaha        |               |
| Kurt-Ivan Carlsson | Yamaha        |               |
| Paul Eickelberg    | König         |               |
| Guido Mandracci    | Suzuki        |               |
| Víctor Palomo      | Yamaha        |               |

## Classe 350

### Arrivati al traguardo
| Pos. | Pilota           | Moto            | Tempo     | Punti |
| ---- | ---------------- | --------------- | --------- | ----- |
| 1    | John Dodds       | Yamaha          | 49' 44" 8 | 15    |
| 2    | Bruno Kneubühler | Yamaha          | +23" 7    | 12    |
| 3    | Dieter Braun     | Yamaha          | +28" 4    | 10    |
| 4    | Kjell Solberg    | Yamaha          | +32" 5    | 8     |
| 5    | Tapio Virtanen   | Yamaha          | +33" 2    | 6     |
| 6    | Werner Giger     | Yamaha          | +46" 2    | 5     |
| 7    | Karl Auer        | Yamaha          |           | 4     |
| 8    | Michel Rougerie  | Harley-Davidson |           | 3     |
| 9    | John Williams    | Yamaha          |           | 2     |
| 10   | Patrick Pons     | Yamaha          |           | 1     |

## Classe 250

### Arrivati al traguardo
| Pos | Pilota            | Moto            | Tempo     | Punti |
| --- | ----------------- | --------------- | --------- | ----- |
| 1   | Walter Villa      | Harley-Davidson | 47' 20" 1 | 15    |
| 2   | Michel Rougerie   | Harley-Davidson | +0" 3     | 12    |
| 3   | Dieter Braun      | Yamaha          | +38" 3    | 10    |
| 4   | Kent Andersson    | Yamaha          | +38" 5    | 8     |
| 5   | Takazumi Katayama | Yamaha          | +45" 2    | 6     |
| 6   | John Dodds        | Yamaha          | +45" 5    | 5     |
| 7   | Matti Salonen     | Yamaha          |           | 4     |
| 8   | Bruno Kneubühler  | Yamaha          |           | 3     |
| 9   | Tapio Virtanen    | Yamaha          |           | 2     |
| 10  | Leif Gustafsson   | Yamaha          |           | 1     |

## Classe 50

### Arrivati al traguardo
| Pos | Pilota               | Moto     | Tempo     | Punti |
| --- | -------------------- | -------- | --------- | ----- |
| 1   | Juliaan Vanzeebroeck | Kreidler | 31' 24" 5 | 15    |
| 2   | Rudolf Kunz          | Kreidler | +1' 02" 8 | 12    |
| 3   | Ulrich Graf          | Kreidler | +1' 10"   | 10    |
| 4   | Gerhard Thurow       | Kreidler | +1' 18" 1 | 8     |
| 5   | Stefan Dörflinger    | Kreidler | +1' 29" 8 | 6     |
| 6   | Theo Timmer          | Jamathi  |           | 5     |
| 7   | Jan Huberts          | Kreidler |           | 4     |
| 8   | Harald Bartol        | Kreidler |           | 3     |
| 9   | Robert Lavér         | Kreidler |           | 2     |
| 10  | Leif Rosell          | Jamathi  |           | 1     |